# Centro de Estudios de la Mujer (CEM)
El Centro de Estudios de la Mujer (CEM), es una organización no gubernamental chilena, sin fines de lucro, creada en 1984 por un grupo interdisciplinario de investigadoras en ciencias sociales y económicas, dedicada a los estudios de género, que realiza investigación, formación, difusión y asesoría en las áreas de Trabajo y Empleo, Ciudadanía y Política y Políticas Públicas.

## Historia
Nace en el contexto del movimiento feminista y de mujeres en la dictadura militar de Chile (1973-1990), cuando el Círculo de Estudios de la Mujer fue expulsado de la Academia de Humanismo Cristiano a fines de 1983 por los contenidos controvertidos que difundían sus publicaciones, lo que resultó en su disolución y en la formación de dos espacios feministas diferenciados: la Casa de la Mujer La Morada, orientada fundamentalmente a la militancia feminista, y el Centro de Estudios de la Mujer, dedicado a la investigación en temáticas de género.

«Sin duda se trataba de una iniciativa sin precedentes en nuestro país, puesto que hasta entonces ninguna institución, cualquiera fuera su carácter, se había interesado en promover la generación de conocimientos sobre la condición de la mujer. Y la escasa producción existente hasta esa fecha más correspondía a iniciativas personales que a políticas específicas de investigación.»
Ana María Arteaga

El CEM procura pesquisar la forma en que las relaciones de género influyen en la configuración de los procesos sociales, económicos y políticos, aplicando una diversidad de enfoques teóricos y metodológicos complementarios en sus trabajos de investigación. Se utilizan los aportes de distintas disciplinas de las ciencias sociales, se analiza información estadística secundaria y se realizan encuestas, entrevistas, grupos de discusión e historias de vida, lo que permite acercarse de distintas maneras a una variedad de problemas y sujetos.
Realiza también asesorías a instituciones y organizaciones sociales, y a proyectos en otros países latinoamericanos a pedido de organismos internacionales. Además, sostiene una continua interlocución con organismos de gobierno que se ha concretado en la producción de diagnósticos, estudios, cursos de capacitación, evaluación de programas y apoyo a la formulación de políticas públicas.